# Ніколя Дігіні
Ніколя Дігіні (фр. Nicolas Diguiny, нар. 31 травня 1988, Сен-Жермен-ан-Ле) — французький футболіст, півзахисник кіпрського клубу «Аполлон».
Виступав, зокрема, за клуби «Ванн», «Атромітос» та «Аріс».
Чемпіон Кіпру.

## Ігрова кар'єра
У дорослому футболі дебютував 2006 року виступами за команду «Ванн», у якій провів сім сезонів, взявши участь у 133 матчах чемпіонату. 
Згодом з 2013 по 2016 рік грав у складі команд «Ле-Пуаре-сюр-Ві» та «Пантракікос».
Своєю грою за останню команду привернув увагу представників тренерського штабу клубу «Атромітос», до складу якого приєднався 2016 року. Відіграв за афінський клуб наступні два сезони своєї ігрової кар'єри. У складі «Атромітоса» був одним з головних бомбардирів команди, маючи середню результативність на рівні 0,37 гола за гру першості.
У 2018 році уклав контракт з клубом «Аріс», у складі якого провів наступні два роки своєї кар'єри гравця. Більшість часу, проведеного у складі «Аріса», був основним гравцем команди.
До складу клубу «Аполлон» приєднався 2020 року. Станом на 6 вересня 2022 року відіграв за клуб з Лімасола 46 матчів в національному чемпіонаті.

## Титули і досягнення
- Чемпіон Кіпру (1):

«Аполлон»: 2021-2022